# Roman Celentano
Roman Celentano (Naperville, 2000. szeptember 14. –) amerikai labdarúgó, a Cincinnati kapusa.

## Pályafutása

### Klubcsapatokban
Celentano az Illinois állambeli Naperville városában született. Az ifjúsági pályafutását a Chicago Sockers akadémiájánál kezdte.
2022-ben mutatkozott be a Cincinnati észak-amerikai első osztályban szereplő felnőtt keretében. Először a 2022. április 20-ai, Pittsburgh Riverhounds ellen 2–0-ra megnyert kupamérkőzésen lépett pályára. A ligában 2022. április 24-én, a Los Angeles ellen hazai pályán 2–1-es vereséggel zárult találkozón debütált.

### A válogatottban
Celentano először 2023 januárjában, a Szerbia és Kolumbia elleni barátságos mérkőzésekre kapott behívót az amerikai válogatottba, ám egyik találkozón sem lépett pályára.

## Statisztikák
2023. június 25. szerint
| Klub       | Szezon   | Osztály  | Bajnokság | Bajnokság | Kupa  | Kupa | Nemzetközi | Nemzetközi | Összesen | Összesen |
| Klub       | Szezon   | Osztály  | Meccs     | Gól       | Meccs | Gól  | Meccs      | Gól        | Meccs    | Gól      |
| ---------- | -------- | -------- | --------- | --------- | ----- | ---- | ---------- | ---------- | -------- | -------- |
| Cincinnati | 2022     | MLS      | 29        | 0         | 1     | 0    | —          | —          | 30       | 0        |
| Cincinnati | 2023     | MLS      | 19        | 0         | 0     | 0    | —          | —          | 19       | 0        |
| Összesen   | Összesen | Összesen | 48        | 0         | 1     | 0    | 0          | 0          | 49       | 0        |